# Frame relay
Frame relay is een WAN protocol dat instaat voor LAN internet werking. Het werkt op de fysieke- en de datalaag van het OSI-model, om zo een snelle en efficiënte datatransmissie over een netwerk van switches en routers te ondersteunen. Het is gebaseerd op een packet switching technologie gelijkaardig als X.25, die het mogelijk maakt om dynamisch het netwerk medium en de bandbreedte te delen. Hiervoor wordt er gebruikgemaakt van twee pakket technieken.
1. variabele lengte van het pakket
2. statistisch multiplexing

## Virtual circuit switching
Frame relay is gebaseerd op virtuele circuits (VC). Virtuele circuits werken in twee richtingen (up en down) en ze zijn gedefinieerd aan de hand van software data wegen tussen twee poorten die werken als een private lijn in een open netwerk. Er zijn twee typen van frame relay connecties, switched virtuele circuits (SVCs) en permanent virtuele circuits (PVCs). PVC's worden het meeste gebruikt.

### PVC
Permanent virtual circuits worden ingesteld door de netwerk operator via een management systeem. PVC's kunnen worden gedefinieerd als een vaste virtuele verbinding tussen twee locaties of eindpunten in een netwerk. Nieuwe PVCs kunnen altijd worden toegevoegd wanneer er vraag is naar nieuwe locatie bandbreedte, alternatieve routing of wanneer een applicatie nieuwe poorten nodig heeft. PVC's hebben vaste paden. Deze paden zijn niet toegankelijk, maar “on-demand” of “call-by-call”. Het pad door het netwerk kan in tijd veranderen door automatische re-routing. Het begin- en het eindpunt zullen nooit veranderen. Deze techniek wordt vooral gebruikt omdat het een goedkopere oplossing is voor de duurder gehuurde lijnen.

### SVC
Switched virtual circuits is gebaseerd op “call-by-call” basis. Bij het opstellen van een call-by-call verbinding wordt er gebruikgemaakt van het SVC protocol dat vergelijkbaar is met een normale telefoonlijn. De gebruikers moeten een adres opgeven waar ze mee willen verbinden, zoals bij een telefoon het nummer. Het toepassen van een SVC is complexer dan een PVC maar is wel meer overzichtelijker voor de eindgebruikers. Om een SVC verbinding op te stellen moet het netwerk eerst een verbinding opstellen en de bandbreedte bepalen gebaseerd op de gebruiker zijn behoeften. Het grote voordeel van SVC ten opzichte van PVC is het dynamisch toe te kennen gebruik van de bandbreedte en de mogelijkheid om een verbinding te maken naar andere componenten uit de IT- infrastructuur.

## Voordelen van frame relay
Frame relay is een alternatief voor gehuurde lijnen en X.25 protocol voor netwerk verbinding tussen LAN's via bridges en routers. De goede werking van frame relay wordt bepaald door twee factoren, te weten:
1. Virtuele lijnen verbruiken alleen maar bandbreedte wanneer ze data transporteren, hierdoor kunnen verschillende lijnen gelijktijdig bestaan. Aan elke lijn kan meer of minder bandbreedte worden toegewezen naargelang de behoefte.
2. De verbeterde betrouwbaarheid van de lijn en de verbeterend error handeling aan het eind station zorgen voor minder tijd verlies voor error handeling.

Deze twee factoren maken frame relay een goede keuze voor data transmissie.

## Frame format
De frame relay structuur is gebaseerd op het LAPD protocol. In de frame relay structuur is de frameheader aangepast zodat het de datalink connection identifier (DLCI) bevat en congestion bit in plaats van de normale adres- en controle velden. Deze nieuwe velden zijn twee bytes lang en hebben het volgende formaat:
| Flag | 2 byte header | Payload | FCS | Flag |
| ---- | ------------- | ------- | --- | ---- |

De 2-byte header kan nog verder worden opgesplitst
| Upper DLCI (6 bits long) | C/R | EA |

| Lower DLCI (4 bits long) | FECN | BECN | DE | EA |

- Data link connection identifier (DLCI): een 10-bit groot nummer dat definieert waar het permanent virtual circuit(PVC) het pakket moet zenden. Switches maken gebruik van een DLCI nummer om het pakket door een frame relay verbinding te routeren. DLCI maakt het mogelijk om de data binnen een frame relay switch door te sturen over het gehele netwerk door gebruik te maken van drie stappen, te weten:

1. Controleer het frame door gebruik te maken frame check sequence (FCS), bij een fout wordt het frame verwijderd.
2. Controleer de DLCI tabel, komt het niet voor in de tabel, dan wordt het frame verwijderd.
3. Relay richting het einddoel door het uit de poort te sturen die vermeld staat in de tabel.

- Command Response (C/R): Dit wordt door de applicatie bepaald.
- Extended Adres (AE): dit bit duidt het einde van een header field aan.
- Forward Explicit Congestion Notification (FECN):is een bit dat voor de ontvangende DTE aanduid dat het pakket congestion (vertraging) heeft opgelopen.
- Backward Explicit Congestion Notification (BECN):is een bit dat voor de ontvangende DTE aanduid dat een date en return pakket congestion kan oplopen.
- Discard Eligibility (DE):is een bit dat aanduid dat het pakket een lage prioriteit heeft en bij een te grote congestion verwijderd mag worden